# شاكر المعتوق
شاكر المعتوق، مؤلف متخصص في الدراما الإذاعية، والمسرحية، والتلفزيونية، من مواليد سنة 1954م، وتوفي في عام 2016م.
تخرج من المعهد العالي للفنون المسرحية في الكويت في عام 1979م متخصصا في النقد والأدب المسرحي. امتهن الكتابة الدرامية منذ منتصف السبعينات حيث خاض في تجربة التأليف المسرحي حتى سنة التخرج من المعهد العالي عام 1979م. عمل في وزارة الإعلام في تلفزيون الكويت في مراقبة التمثليات قسم إجازة النصوص، وأصبح في عام 1986م عضواً في لجنة إجازة الأعمال المحلية والعربية المصورة، وفي عام 1982م انتسب إلى الفرقة القومية للمسرح (دولة الكويت) كمشرفا دراميا للأعمال المسرحية آنذاك. وفي عام 1992م تفرغ المعتوق تفرغا كلياً للكاتبة وقام بتأليف العديد من الأعمال التلفزيونية والاذاعية والسينمائية.

## حياته
من مواليد عام 1955م، الثالث في ترتيبه بين اخوته، كانت طفولته خصبة ثقافياً حيث كون مخزوناً ضخماً من المعرفة في التراث الوطني الكويتي، وانعكس ذلك على مجمل إنتاجه الدرامي، حيث اتسم بالتمسك بالموروثات الدينية والوطنية والتقاليدية، ولعلها ظهرت جليا في سهرة الحائط التلفزيونية وفي مسلسل دموع الرجال وأخيرا في مسلسل غصات الحنين. متزوج وله خمسة أبناء اماني، أحمد، بدر، محمد، بسمة

## دراسته
أتم مراحله الدراسية في الكويت، فدرس المرحلة الابتدائية في مدرسة الصليبيخات الابتدائية للبنين، ثم درس المرحلة المتوسط في مدرسة الخليل بن أحمد في منطقة كيفان، ثم بعد ذلك اكمل المرحلة الثانوية في ثانوية الشويخ وثانوية العديلية. وكان قد حمل معه حباً للرسم منذ الطفولة وتحديدا المرحلة المتوسطة، ثم تنامت هذه الموهبة في الثانوية. وكان عشقه للرسم جعله يتقن أنواع أخرى من الفنون كالخط العربي فشارك في إعداد تصميم مجلة «معا على الطريق» وترأس تحريرها.
قاده عشقه وتذوقه لمختلف أنواع الفنون قاده إلى دراستها لاحقاً في المعهد العالي للفنون المسرحية فتخصص في قسم النقد والأدب المسرحي ضمن طلبة الدفعة الثالثة. وخلال سنوات دراسته في المعهد العالي للفنون المسرحية شارك في عدة أعمال مسرحية من خلال الإعداد والمعالجة الدرامية. تخرج من المعهد بتقدير امتياز في مادة فن الكتابة الدرامية وحصل على درجة البكالوريوس في عام 1979م.

## الخبرة العملية
- مشرف درامي في مراقبة التمثيليات/تلفزيون الكويت 1979-1990م.
- عضو لجنة مشاهدة وتقييم الأعمال المحلية والعربية في تلفزيون الكويت 1986-1990م
- عضو فريق (عقد الاتفاقات الفنية) مع مؤلفين عرب لتلفزيون الكويت (القاهرة) 1987م
- مؤلف في المركز الإعلامي الكويتي (القاهرة) 1990-1991م
- عضو مشارك في اللجنة الإعلامية التابعة لمؤسسة الإنتاج البرامجي المشترك 2005م
- مؤسس لشركة (أثيلة) سلطنة عمان 1996م
- مؤسس ومدير (نادي الأوائل) في المجموعة الإنجليزية لتعليم الأطفال 1998م

## أعمال المؤلف

### الأعمال المسرحية
| اسم المسرحية                  | جهة الإنتاج                                             | سنة الإنتاج | الاخراج                   |
| ----------------------------- | ------------------------------------------------------- | ----------- | ------------------------- |
| وصية المرحوم                  | شركة مسرح السور للفنون                                  | 1977        | خليفة خليفوه              |
| عاشق الحياة                   | المجلس الوطني للثقافة و الفنون و الآداب(الكويت)         | 1996        | محمد خالد                 |
| على ذمة الراوي (الجزء الأول)  | دولة قطر                                                | 1997        | -                         |
| على ذمة الراوي (الجزء الثاني) | دولة قطر                                                | 1997        | -                         |
| أماني الوزة                   | شركة أثيلة للإنتاج الفني (سلطنة عمان)                   | 1994        | تأليف واخراج شاكر المعتوق |
| بيت الأمان                    | مركز آفاق الفن + الإدارة العامة لرعاية الأحداث (الكويت) | 1990        | تأليف واخراج شاكر المعتوق |
| إني أرى ما تراه               | المسرح الشعبي                                           | 1996        | إبراهيم بوطيبان           |
| ابتهالات وطنية                | وزارة التربية – نادي الطلبة المتميزين                   | 1998        | شاكر المعتوق              |

### الأعمال الدرامية التلفزيونية المؤلفة التي قام بإنتاجها (تلفزيون دولة الكويت)
| اسم العمل      | سنة الإنتاج | الاخراج            |
| -------------- | ----------- | ------------------ |
| ظرف طارئ       | 1980        | صلاح العوري        |
| الزفاف         | 1980        | صلاح العوري        |
| سارة           | 1983        | عبد الأمير مطر     |
| نشمي           | 1983        | عبد الأمير مطر     |
| بين نارين      | 1985        | عبد الأمير مطر     |
| الخطأ والعقاب  | 1986        | عبد الأمير مطر     |
| ذات مساء       | 1987        | عبد العزيز المنصور |
| صرخة في الظلام | 1995        | عصرية الزامل       |
| طيف السلام     | 1993        | حسين المفيدي       |
| أمي            | 1978        | محمد السيد عيسى    |

### الأعمال الدرامية التلفزيونية المؤلفة – والتي قام بإنتاجها مجموعة من شركات الإنتاج
| اسم العمل             | سنة الإنتاج | جهة الإنتاج                | الاخراج            |
| --------------------- | ----------- | -------------------------- | ------------------ |
| 1- الغرفة             | 1985        | شركة النورس                | عبدالعزيز المنصور  |
| 2- عابر سبيل          | 1986        | شركة الفهد                 | عبد العزيز المنصور |
| 3- آخر ايام الشواهر   | 1987        | شركة الفهد                 | عبد العزيز المنصور |
| 4- الحائط             | 1988        | مؤسسة وفاء فيلم            | عبدالرحمن المسلم   |
| 5- فارس وصيته         | 1987        | شركة الأخوة                | -                  |
| 6- خطوة للوراء        | 1994        | مركز آمار                  | كنعان حمد          |
| 7- ميزان العدالة      | 1993        | مؤسسة النظائر              | علي حسين           |
| 8- دموع الرجال        | 1995        | مؤسسة هلا                  | غافل فاضل          |
| 9- مشط من ذهب         | 1997        | مؤسسة الحبيل               | حسين المفيدي       |
| 10- قرار امرأة        | 1997        | مؤسسة الحبيل               | حسين المفيدي       |
| 11- صفر اليدين        | 1998        | مركز آمار                  | -                  |
| 12- أبناء الغد        | 1998        | مؤسسة البرامجي المشترك     | غافل فاضل          |
| 13- جروح غائرة        | 1999        | العراب سنتر                | حسين المفيدي       |
| 14- الاختيار          | 1999        | مؤسسة الحبيل للإنتاج الفني | حسين المفيدي       |
| 15- المعدن ذهب        | 1999        | مؤسسة الحبيل للإنتاج الفني | حسين المفيدي       |
| 16- غصات حنين (مسلسل) | 2003        | سفن ستايل                  | عبد العزيز المنصور |
| 17- قلب الأم          | 2010        | المركز العربي              | قيد الإنتاج        |

### سيناريو فيديو كليب (مجموعة من المطربين العرب)
(محمد البلوشي – أحلام – محمد المازم – عبد الرب إدريس – نوال – عبدالله رويشد)

### الأعمال الدرامية الإذاعية (إذاعة الكويت)
| اسم العمل             | سنة الإنتاج | عدد الحلقات | الإخراج           |
| --------------------- | ----------- | ----------- | ----------------- |
| 1- القانون يأخذ مجراه | 1996        | 30 حلقة     | خليفة خليفوه      |
| 2- زمن الحب والكراهية | 1998        | 40 حلقة     | فيصل المسفر       |
| 3- بيت الأمان         | 1991        | 7 حلقات     | محمد غانم         |
| 4- وطني               | 1991        | 7 حلقات     | محمد غانم         |
| 5- مستقبل رجل         | 2007        | 30 حلقة     | عبدالإمام عبدالله |
| 6- حبات المطر         | 2008        | 30 حلقة     | فيصل المسفر       |
| 7- زمن الانتظار       | 2009        | 30 حلقة     | قيد الإنتاج       |

### الأعمال الدرامية التي تم إعدادها للتلفزيون من أعمال عالمية وعربية
| اسم العمل          | سنة الإنتاج | جهة الإنتاج       | الاخراج          |
| ------------------ | ----------- | ----------------- | ---------------- |
| 1- الضفاف الأخرى   | 1984        | شركة الصقر العربي | محمد السيد عيسى  |
| 2- حياتي في 3 أيام | 1985        | شركة الصقر العربي | محمد السيد عيسى  |
| 3- أبله منيرة      | 1982        | شركة فطومة حلاق   | حمدي فريد        |
| 4- السيف المفقود   | 1980        | شركة مسرح السور   | صلاح العوري      |
| 5- تحرير الخيول    | 1997        | شركة الهدهد       | عبدالناصر الزاير |
| 6- أحلام صغيرة     | 1983        | شركة الصقر العربي | محمد السيد عيسى  |
| 7- وين السعادة     | 1978        | شركة مسرح السور   | خليفة خليفوه     |

### أعمال قيد الإنتاج
- الفيلم السينمائي الروائي (فنجان الثأر).
- المسلسل التلفزيوني (خاتون حليمة).